# تراپیست-۱اچ
تراپیست-۱اچ (انگلیسی: TRAPPIST-1h) که 2MASS J23062928-0502285 h نیز نامیده می‌شود، یک سیاره فراخورشیدی زمین‌سان است که در کمربند حیات سیاره کوتوله فراسرد تراپیست-۱ به دور آن گردش می‌کند. این سیاره در فاصله ۳۹ سال نوری (۱۲ پارسک) از زمین در صورت فلکی دلو قرار دارد.
این سیاره یکی از چهار سیاره جدیدی است که توسط تلسکوپ فضایی اسپیتزر در حال گردش به دور ستاره خود و با استفاده از روش‌های یافتن سیاره‌های فراخورشیدی که با اندازه‌گیری کاهش نور ستاره هنگام عبور سیاره از جلو آن انجام می‌شود، کشف شد.